# Ветокеле, Игор
Игор Мавуба Ветокеле (порт. Igor Mavuba Vetokele; род. 23 марта 1992, Луанда, Ангола) — ангольский футболист, нападающий бельгийского клуба «Ломмел».
В составе сборной Ангола провёл 7 матчей.

## Клубная карьера
Родился 23 марта 1992 года в Луанде, столице Анголы. Ветокеле начал свою футбольную карьеру в бельгийском «Остенде» в 2006 году, а через год перешел в «Гент».
31 августа 2011 года Ветокеле перешёл в «Брюгге». 5 октября 2011 года Ветокеле забил свой первый гол за клуб, одержав победу со счётом 2:1 над «Мехеленом». В своём первом сезоне за «Брюгге» Ветокеле провёл 36 матчей и забил 8 голов во всех турнирах. В дебютном матче нового сезона Ветокеле забил свой первый гол в сезоне в матче против своего бывшего клуба «Гента», а уже через четыре тура перешёл в сильнейший клуб Дании «Копенгаген», подписав четырёхлетний контракт.
Дебют за «Копенгаген» состоялся 29 августа 2012 года на последних минутах дополнительного времени в матче квалификации Лиги чемпионов против французского «Лилля» на «Гранд Стад Лилль Метрополь». Первый гол за клуб в Суперлиге были забит в своём дебютном матче 15 сентября 2012 года, всего через две минуты после выхода на замену, в матче против «Норшелланна», который закончился со счётом 2:1 в пользу столичного клуба. Несмотря на первичные успехи, его первый сезон стал неудачным, поскольку он провёл всего 15 матчей и забил всего три гола.
После неудачного первого сезона Ветокеле заявил, что надеется забить больше голов в течение сезона, ему это удалось: он стал лучшим бомбардиром команды с 13 забитыми мячами. 17 июня 2014 года «Копенгаген» принял трансферное предложение о покупке игрока от клуба Чемпионшипа «Чарльтон Атлетик».
24 июня 2014 года «Чарльтон Атлетик» завершил подписание пятилетнего контракта с Ветокеле, отдав за игрока 2,4 миллиона фунтов стерлингов. Ветокеле дебютировал на профессиональном уровне в товарищеском матче, сыграв вничью 0:0 против «Сент-Трюйдена» 6 июля 2014 года. Забив три гола в предсезонных товарищеских матчах, Ветокеле забил в своём дебютном матче в Чемпионшипе, обыграв со счётом 1:1 в гостях «Брентфорд». 5 сентября он стал лучшим игроком месяца Чемпионшипа. В своём первом сезоне за «Чарльтон Атлетик» Ветокеле провел 33 матча во всех турнирах, забив 11 мячей.
24 июня 2016 года Ветокеле присоединился к «Зюлте-Варегему» на правах аренды.
В конце сезона 2018/19 Ветокеле покинул клуб в статусе свободного агента из-за нежелания «Чарльтона» продлевать с ним контракт. 1 июля 2019 года перешёл в «Вестерло».
1 июля 2023 года покинул клуб, подписав контракт до 2026 года с «Ломмелом».

## Карьера в сборной
Ветокеле представлял Бельгию на различных молодёжных уровнях, в сборных от 17 до 21 года. В мае 2014 года Ветокеле заявил о своём намерении выступать за Анголу, за которую дебютировал 28 мая в товарищеском матче против сборной Марокко.

## Достижения
«Копенгаген»
- Чемпион Дании: 2012/13

«Вестерло»
- Победитель Челленджер Про Лиги: 2021/22